# Dzjasjurpasset
Dzjasjurpasset (armeniska: Ջաջուռի լեռնանցք: Dzjasjuri lernantsk) är ett bergspass i Armenien. Det ligger i den nordvästra delen av landet, 90 kilometer nordväst om huvudstaden Jerevan. Dzjasjurpasset ligger 1 953 meter över havet.
Terrängen runt Dzjasjurpasset är kuperad. Runt Dzjasjurpasset är det ganska tätbefolkat, med 96 invånare per kvadratkilometer.. Närmaste större samhälle är Gjumri, 15,1 kilometer sydväst om Dzjasjurpasset.
Trakten runt Dzjasjurpasset består till största delen av jordbruksmark.